# Urugvajska rukometna reprezentacija
Urugvajska rukometna reprezentacija predstavlja državu Urugvaj u športu rukometu. Krovna organizacija je "Urugvajski rukometni savez" (špa. Federacion Uruguaya de Handball).

## Međunarodna natjecanja

### Panameričko prvenstvo
- 1994. – 7.
- 1998. – 9.
- 2000. – 8.
- 2006. – 8.
- 2008. – 6.
- 2010. – 5.
- 2012. – 4.
- 2014. – 4.
- 2016. – 4.
- 2018. – 6.

### Panameričke igre
- 1999. – 6.
- 2007. – 4.

### Južnoameričke igre
- 2002. -
- 2006. -
- 2010. – 4.
- 2014. – 4.

## Sastav
Sljedeći igrači su bili pozvani da sudjeluju na Panameričkim igrama 2015.

## Vanjske poveznice
- Službene stranice  Arhivirana inačica izvorne stranice od 31. listopada 2020. (Wayback Machine) (šp.)
- Profil reprezentacije na stranicama IHF-a (engl.)